# Курган
 Тази статия е за надгробните могили.  За града в Русия вижте Курган (град).  
Курганите са вид погребални могили, изграждани в степите на Евразия от Алтай до Кавказ и Карпатите през Бронзовата епоха.
Някои изследователи (Мария Гимбутас и др.) обединяват тези археологически обекти в т.нар. курганна култура, която свързват с ранните индоевропейци.